# 沖山優司
沖山 優司（おきやま ゆうじ、1959年7月18日 - ）は東京都出身の日本のベーシスト。

## 略歴
近田春夫＆BEEFのメンバーを経て、ジューシィ・フルーツのベーシストとしてデビュー、アミューズに所属した。解散後は、おPINK兄弟（後のPINK）、ビブラストーンへの参加、数々のミュージシャンのライブサポート・レコーディング・ミュージシャン・作曲家・編曲家として活動中。

## 作品リスト

### シングル
東京キケン野郎　c/w 翔けスペースシャトル 1981.6.1 日本コロムビア/BLOW UP（規格品番：AH-78-A）（作詞・作曲・編曲：沖山優司）
「東京キケン野郎」は、ザ・ぼんちに提供した曲のセルフカバー。後に陣内孝則やぼんちおさむによってカバーされた。ジューシィ・フルーツとして同曲の演奏歴もある。

### アルバム
HAKONIWA（1990年10月25日）

## ライブ・サポート及びレコーディング参加アーティスト
- aiko
- アンジェラ・アキ
- 安藤裕子
- 磯貝サイモン
- 植村花菜
- 馬の骨
- ORIGINAL LOVE
- 加藤ミリヤ
- 川本真琴
- 清春
- キリンジ
- 小泉今日子
- 郷ひろみ
- Salyu
- PSY・S
- 清水ひろたか
- スキマスイッチ
- D-LITE (from BIGBANG)
- 中村一義
- NIKIIE
- 捏造と贋作
- ハイラム・ブロック
- paris blue
- Paris match
- 広末涼子
- 藤原ヒロシ
- フリッパーズ・ギター
- 真心ブラザーズ
- 松浦亜弥
- miwa
- 泯比沙子
- モーニング娘。
- YUKI
- 遊佐未森
- ゆず
- YO-KING

他多数